# Вале ди Кастрињано (Парма)
Вале ди Кастрињано је насеље у Италији у округу Парма, региону Емилија-Ромања.
Према процени из 2011. у насељу је живело 50 становника. Насеље се налази на надморској висини од 490 м.